# Big Bend (Wisconsin)
Big Bend és una població dels Estats Units a l'estat de Wisconsin. Segons el cens del 2000 tenia 1.278 habitants.

## Demografia
Segons el cens del 2000, Big Bend tenia 1.278 habitants, 448 habitatges, i 348 famílies. La densitat de població era de 218,3 habitants per km².
Dels 448 habitatges en un 37,5% hi vivien nens de menys de 18 anys, en un 66,1% hi vivien parelles casades, en un 6,9% dones solteres, i en un 22,1% no eren unitats familiars. En el 17,6% dels habitatges hi vivien persones soles el 7,8% de les quals corresponia a persones de 65 anys o més que vivien soles. El nombre mitjà de persones vivint en cada habitatge era de 2,85 i el nombre mitjà de persones que vivien en cada família era de 3,21.
Per edats la població es repartia de la següent manera: un 28,9% tenia menys de 18 anys, un 7% entre 18 i 24, un 30% entre 25 i 44, un 25% de 45 a 60 i un 9% 65 anys o més.
L'edat mediana era de 37 anys. Per cada 100 dones de 18 o més anys hi havia 107,5 homes.
La renda mediana per habitatge era de 56.767 $ i la renda mediana per família de 61.771 $. Els homes tenien una renda mediana de 40.583 $ mentre que les dones 26.528 $. La renda per capita de la població era de 22.072 $. Aproximadament el 0,9% de les famílies i el 2,9% de la població estaven per davall del llindar de pobresa.

## Poblacions més properes
El següent diagrama mostra les poblacions més properes.